# Club Nintendo Awards 2004
Club Nintendo Awards 2004 är en sammanställning av bästa Nintendo-spel 2004. (Endast spel som lanserades i Sverige under 2004 kunde nomineras).

## Resultaten
- Bästa grafik
  - Metroid Prime 2: Echoes
- Bästa musik och ljud
  - Donkey Konga
- Bästa handling
  - Paper Mario: The Thousand-Year Door
- Bästa spelfigur
  - Link (The Legend of Zelda: The Minish Cap och NES Classics)
- Hårdaste utmaningen 
  - Fylla i hela Pokédexet i Pokémon FireRed och LeafGreen
- Bästa multiplayerspel
  - Donkey Konga och Wario Ware Inc.: Mega Party Game$! (delad första plats)
- Mest irriterande moment
  - Game Over i Pits of 100 Trials (Paper Mario: The Thousand-Year Door)
- Mest störande speltitel
  - Lemony Snicket's: A Series of Unfortunate Events
- Bästa nya spelserie
  - Tales of Symphonia
- Mest originella spel
  - Donkey Konga
- Bästa actionspel
  - Donkey Konga
- Bästa fightingspel
  - WWE Survivor Series
- Bästa pusselspel
  - Puyo Pop Fever
- Bästa racingspel
  - Kriby Air Ride
- Bästa rollspel
  - Paper Mario: The Thousand-Year Door
- Bästa sportspel
  - Mario Golf: Toadstool Tour
- Bästa strategispel
  - Pikmin 2
- Bästa äventyrsspel
  - Metroid Prime 2: Echoes
- Bästa Game Boy Advance-spel
  - Pokémon FireRed & LeafGreen och The Legend of Zelda: The Minish Cap (delad förstaplats)
- Bästa Nintendo Gamecube-spel
  - Metroid Prime 2: Echoes
- Bästa Nintendo-spel

1. Paper Mario: The Thousand-Year Door
2. Metroid Prime 2: Echoes
3. Fire Emblem och The Legend of Zelda: The Minish Cap (delad tredjeplats)